# Петуорт
Петворт — невелике місто в окрузі Чичестер, Західний Сассекс, Англія. Він розташований на стику A272 (східно-західної дороги з Гітфілду до Вінчестеру) і A283 (дорога від Мілфорда до Шорхема). Через дванадцять миль (21 км) на північний захід від Петуорту вздовж дороги A285 лежить Чичестер. Включає населені пункти Байвос (Byworth) та Гамперс Ґрін(Hampers Green) і займає площу в 2690 га (6600 акрів). У 2001 році населення становило 2775 осіб, що проживають у 1200 домогосподарствах. З них 1326 були економічно активними.

## Історія
Місто згадується в «Книзі страшного суду»(Domesday Book). Воно відоме найбільше завдяки величному будинку Петворт-Гаус (Petworth House), подвір'я якого (відоме як Петвет-парк) є роботою Брауна Ланцелота («умілого» Брауна). Будинок та його територія тепер належать Національному фонду(National Trust). На початку 17-го століття питання про статус Петворта селища чи міста виникло, коли Генеральний прокурор арештував Вільяма Леветта, сина Ентоні Леветта, за «незаконне узурпування привілеїв дайверів в місті Петуорт, які був нерозривно пов'язані із землями Арундела». Син Вільяма Леветта Микола став очільником Вестборну (Західний Суссекс).

Ще однією історичною пам'яткою в місті є «Будинок-музей Петворта» у Гай-стріт — музей сімейного життя бідних робітників у місті приблизно в 1910 році. У той час будинок був домом місіс Каммінгс, швачки, чий схильний до вживання алкоголю чоловік був ковалем у загоні Королівських ірландських гусарів.
Петуорт став жертвою бомбардувань у Другій світовій війні 29 вересня 1942, коли німецький Heinkel He 111, наблизившись з півдня від Гоус-фарм (Hoes Farm), спрямував три бомби на Петворт-гаус, які не влучили в будинок, але одна з них відскочила від дерева й приземлилася на школі для хлопчиків Петуорта (Petworth Boys' School) на Північній вулиці(North Street). Повітряну тривогу не було оголошено, із 80 дітей, що були того дня в школі, 28 хлопчиків загинули, багато отримали поранення. Загинув також директор Чарльз Стівенсон та помічник вчителя Шарлота Маршалл.
Залізнична лінія між Пулборо та Мідгарстом колись мала Залізнична станцію в Петворті, але лінія була закрита для використання пасажирських перевезень 1955 року, а 1966 року — для вантажних. Будівля вокзалу виживає як заклад, де можна переночувати та замовити сніданок.

## Освіта
Початкова школа Петворту є єдиною школою в місті. Вона знаходиться на півдні міста й приймає учнів від 6 років. До 2008 року школа «Герберт Шайнер» навчала 6, 7 та 8-річних дітей доти, доки вони переходили до Мідгарстської гімназії, але її закрили, коли відкрився «Мідгарст Ротер» коледж.

## Культура
Аматорська трупа міста відома як «Актори Петворта» (Petworth Players). Їхні постановки включають вистави «Алло, Алло», «Лев», «Чаклунка і чарівна шафа» та «Спляча красуня».
У місті вже більш як 100 років діє «Міський оркестр Петворта» (Petworth Town Band). Оркестр налічує майже 40 музикантів-аматорів, які грають на латунних та дерев'яних духових інструментах. Репетиції проходять щотижня. Оркестр часто бере участь у різних заходах місцевого масштабу, включаючи околиці Петворта.

## Петвортський ярмарок

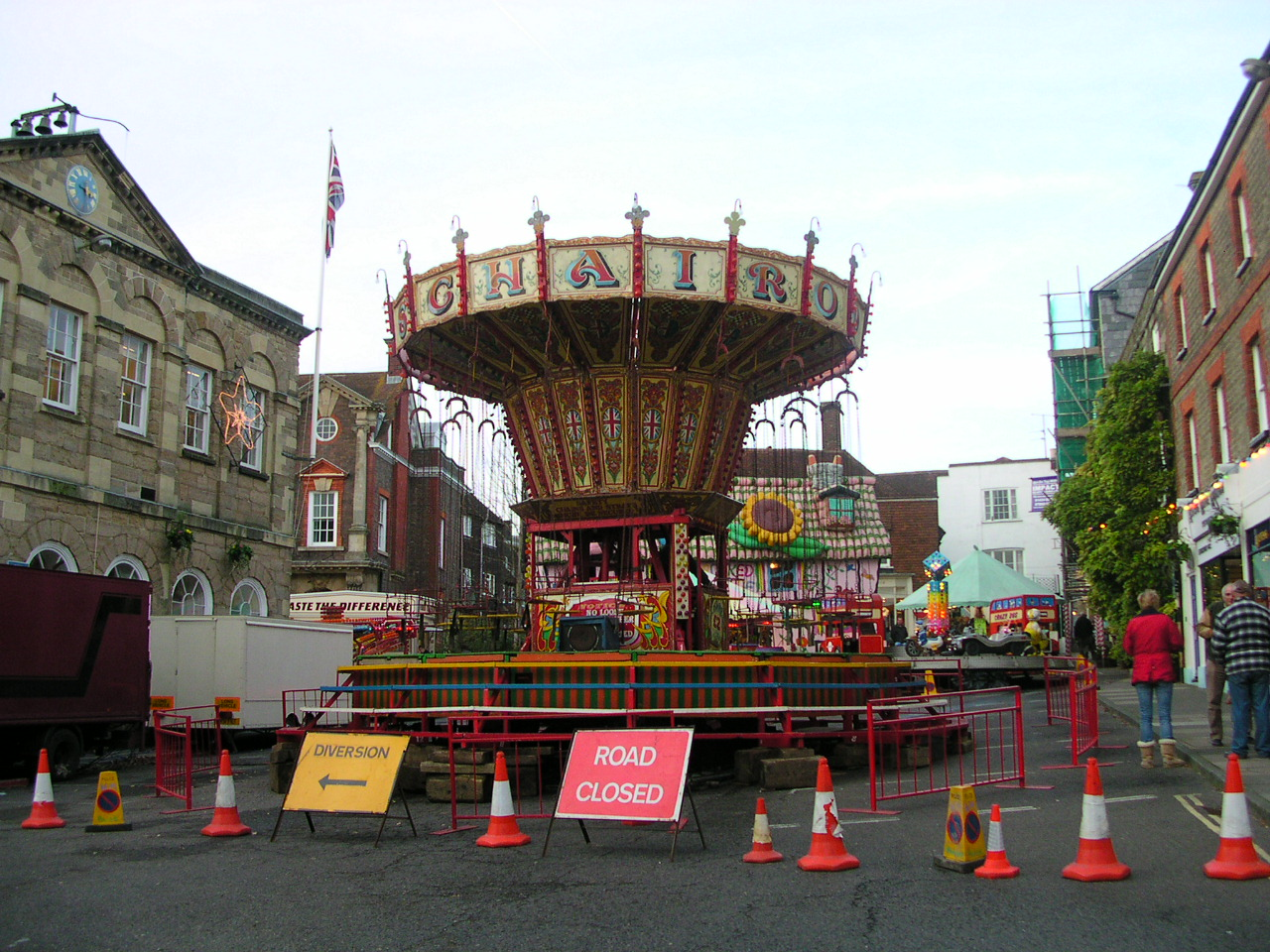
Сучасний ярмарок Петворта

Щороку 20 листопада (День Святого Едмунда) на ринковій площі проводиться ярмарок. Традиція проведення дуже давня. Декілька століть тому ярмарок тривав кілька днів і, можливо, повністю або частково відбувався на полі на південній стороні міста під назвою Ярмаркове поле (Fairfield). Лондонська газета у листопаді 1666 оголосила, що ярмарок не проводитиметься цього року через чуму, і описує, що ярмарок тих часів був дев'ятиденним заходом.
Існує історію про втрачену хартію ярмарку, але це міф, оскільки ще книзі суддів-мандрівників короля Едуарда I у 1275 році вказано, що ярмарок тривалістю вісім днів існує з незапам'ятних часів, тож в королівській грамоті не було жодної необхідності.